# Yu Yang
Yu Yang (kinesiska: 于洋, pinyin: Yú Yáng), född 7 april 1986 i Haicheng, Liaoning, Kina, är en före detta kinesisk badmintonspelare.
Yu Yang var tillsammans med dubbelpartnern Wang Xiaoli ett av totalt fyra par som diskvalificerades från OS 2012 i London efter att medvetet försökt förlora sina matcher, för att skaffa sig fördel i turneringen. Yang meddelade därefter att hon slutar helt med badminton.
Yu kom på en fjärde plats i damdubbeln vid olympiska sommarspelen 2016 i Rio de Janeiro tillsammans med Tang Yuanting.

## Olympiska meriter

### Olympiska sommarspelen 2008
| Namn                  | Gren   | 32-delsfinal | 16-delsfinal | 8-delsfinal                                | Kvartsfinal                                   | Semifinal                                       | Final                                           | Final |
| Namn                  | Gren   | Resultat     | Resultat     | Resultat                                   | Resultat                                      | Resultat                                        | Resultat                                        | Plats |
| --------------------- | ------ | ------------ | ------------ | ------------------------------------------ | --------------------------------------------- | ----------------------------------------------- | ----------------------------------------------- | ----- |
| (2) Du Jing Yu Yang   | Dubbel |              |              | (2) Ha and Kim (KOR) W 21-11, 16-21, 21-15 | Ogura and Shiota (JPN) W 21-8 21-5            | Zhang and Wei (CHN) W 21-19 21-12               | K Lee and H Lee (KOR) W 21-15 21-13             |       |
| (4) He Hanbin Yu Yang | Mixed  |              |              | Clark and Kellogg (GBR) W 21-15, 21-8      | Mateusiak and Kostiuczyk (POL) W 22-20, 23-21 | Widianto and Natsir (INA) L 21-15, 11-21, 21-23 | Limpele and Marissa (INA) W 19-21, 21-17, 23-21 |       |